# Куделя, Светлана Витальевна
Светлана Валерьевна Куделя (род. 22 января 1992 года в Николаеве) — украинская легкоатлетка, мастер спорта Украины международного класса. Бронзовый призёр летних Паралимпийских игр 2012 года.

## Биография
С 2010 года училась в Ивано-Франковском высшем училище физического воспитания.
Выступала за Николаевский областной центр «Инваспорт» (1999—2001), Николаевскую специализированную реабилитационно-юношескую школу паралимпийского резерва (2002—2010), с 2010 года — за Ивано-Франковский региональный центр «Инваспорт». Тренеры — С. Затонов, Е. Ерузель.

## Достижения
Бронзовый призёр в толкании ядра 14-х Паралимпийских игр (Лондон, 2012), за что получила Орден княгини Ольги III степени. Чемпионка Европы (Реймс, Франция, 2009, пятиборье, эстафеты 4×100 м и 4×400 м; Стадсканал, Нидерланды, 2012, толкание ядра). Серебряный призёр чемпионатов мира (Крайстчерч, Новая Зеландия, 2011, толкание ядра) и Европы (Реймс, 2009, прыжки в высоту). Призёр зимнего чемпионата мира (Таллин, 2008, второе место в прыжках в высоту и эстафете 4×400 м, третье место в эстафете 4 × 100 м; Болльнес, Швеция, 2010, второе место в толкании ядра, третье в прыжках в высоту) и открытого чемпионата Европы (Вараждин, Хорватия, 2010, третья в толкании ядра и прыжках в высоту; Евле, Швеция, 2012, второе место в толкании ядра). Серебряный призёр двух (Либерец, Чехия, 2009, прыжки в высоту) и бронзовый призёр трёх (Генуя, Италия, 2011, толкание ядра, прыжки в высоту) Глобальных игр. Чемпионка в прыжках в высоту (2007—08, 2010) и длину (2007—08), толкании ядра (2011—12) и метании диска (2011); серебряный призёр в толкании ядра (2008, 2010), прыжках в длину (2010) и метании диска (2012) чемпионатов Украины.